# アルギック語族
アルギック語族（アルギックごぞく、Algic languages、別名　Algonquian–Ritwan　languages） はアメリカ・インディアン諸語の一つで、アルゴンキン諸語、ウィヨット語、ユロック語を含む語族である。
アルギック語族、クテナイ語、モサン語族を全部をあわせてアルゴンキン・ワカシャン語族が提唱されている。

## 話者
アルギック語族の話者にはハプログループX (mtDNA)とハプログループR (Y染色体)がある程度の頻度で見られる。ともに欧州、オリエントでよくみられるタイプであり、有史以前のある時期にヨーロッパ方面から北アメリカへの直接移住が存在した可能性も考えられる。アルギック語族の拡散はこの集団を基に起こった可能性がある。